# Jougne
Jougne é uma comuna francesa na região administrativa de Borgonha-Franco-Condado, no departamento de Doubs. Estende-se por uma área de 29,03 km². Em 2010 a comuna tinha 1 862 habitantes (densidade: 64,1 hab./km²).